# Nicolaaskerk (Oosternieland)
De kerk van Oosternieland is een middeleeuwse bakstenen zaalkerk in het dorp Oosternieland in de Nederlandse gemeente Het Hogeland, provincie Groningen. De kerk en het bijbehorende kerkhof zijn in 1981 aangekocht door de Stichting Oude Groninger Kerken.

## Kerk
Het 13e-eeuwse kerkje ligt op de omgrachte dorpswierde en was oorspronkelijk gewijd aan Sint-Nicolaas. De losstaande toren die bij de kerk hoorde en afgebeeld staat op de avondmaalsbeker van Oosternieland uit 1659, werd in 1822 wegens bouwvalligheid gesloopt en vervangen door een dakruiter met luidklok. In 1843 werd de westmuur vernieuwd en van steunberen op de hoeken voorzien. Er zijn diverse rondboogvensters en hagioscopen, maar aan de muren is te zien dat er meer moeten zijn geweest. 

## Interieur
Het interieur kenmerkt zich door vier, elk door twee trekbalken gesteunde, koepelgewelven met beschilderingen uit de 13e en 15e eeuw. De preekstoel dateert uit 1773. Het 18e-eeuwse kerkmeubilair is in goede staat bewaard gebleven en staat opgesteld volgens 19e-eeuwse gewoonte. In de kerk staat sinds ± 1907 een kabinetorgel uit 1805 van de orgelbouwer Albertus van Gruisen. 

## Afbeeldingen

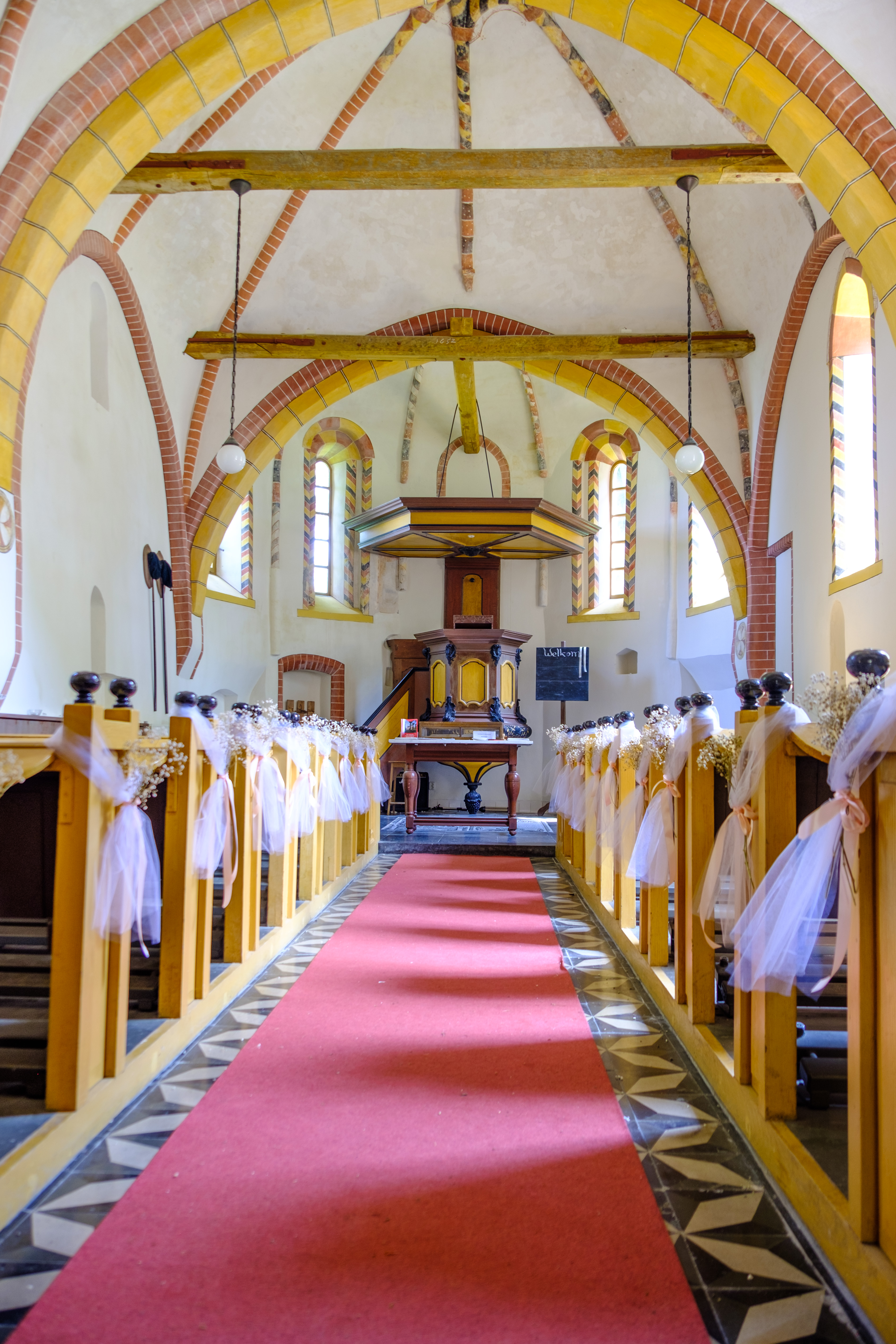
Interieur
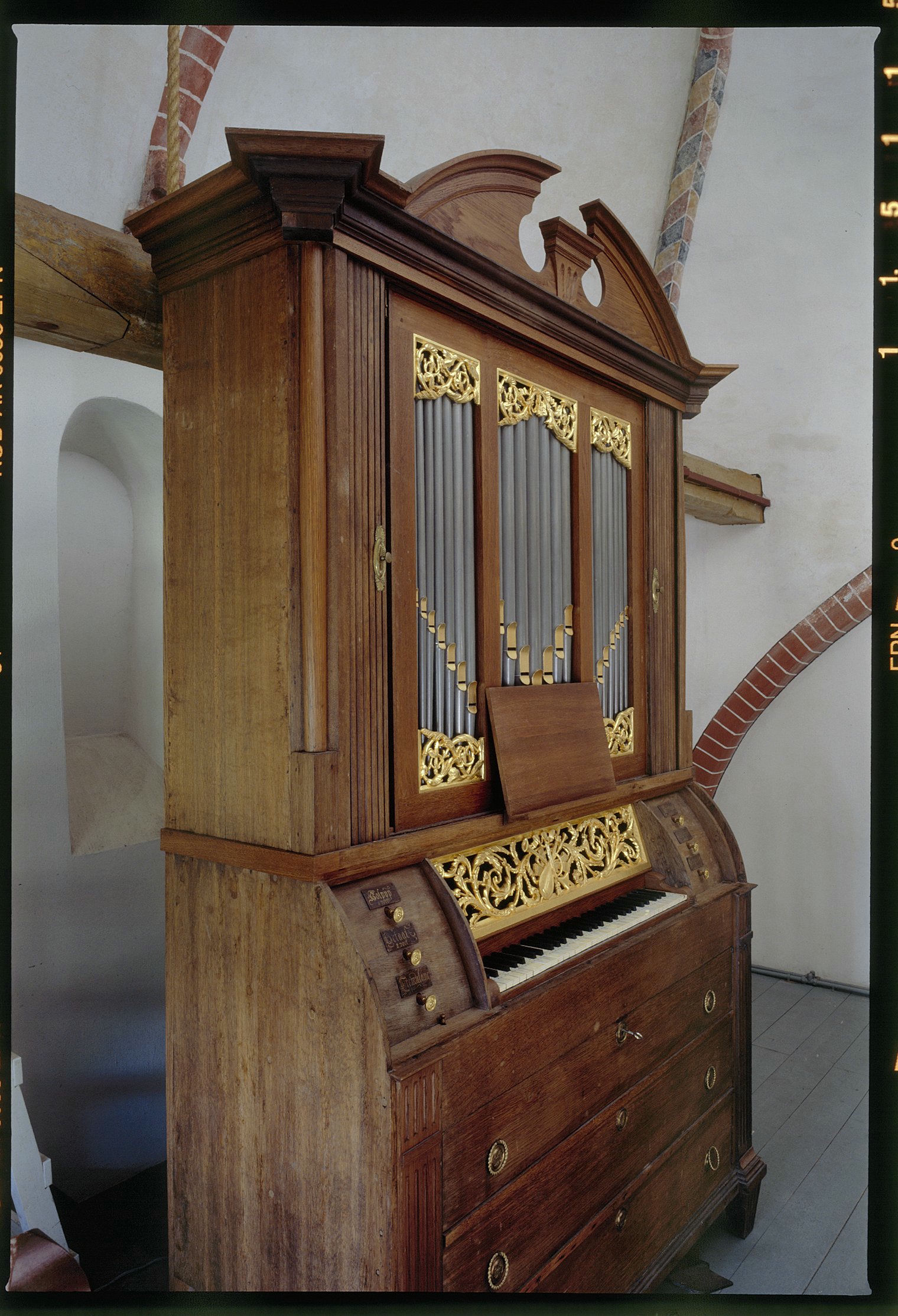
Kabinetorgel uit 1805 van Albertus van Gruisen
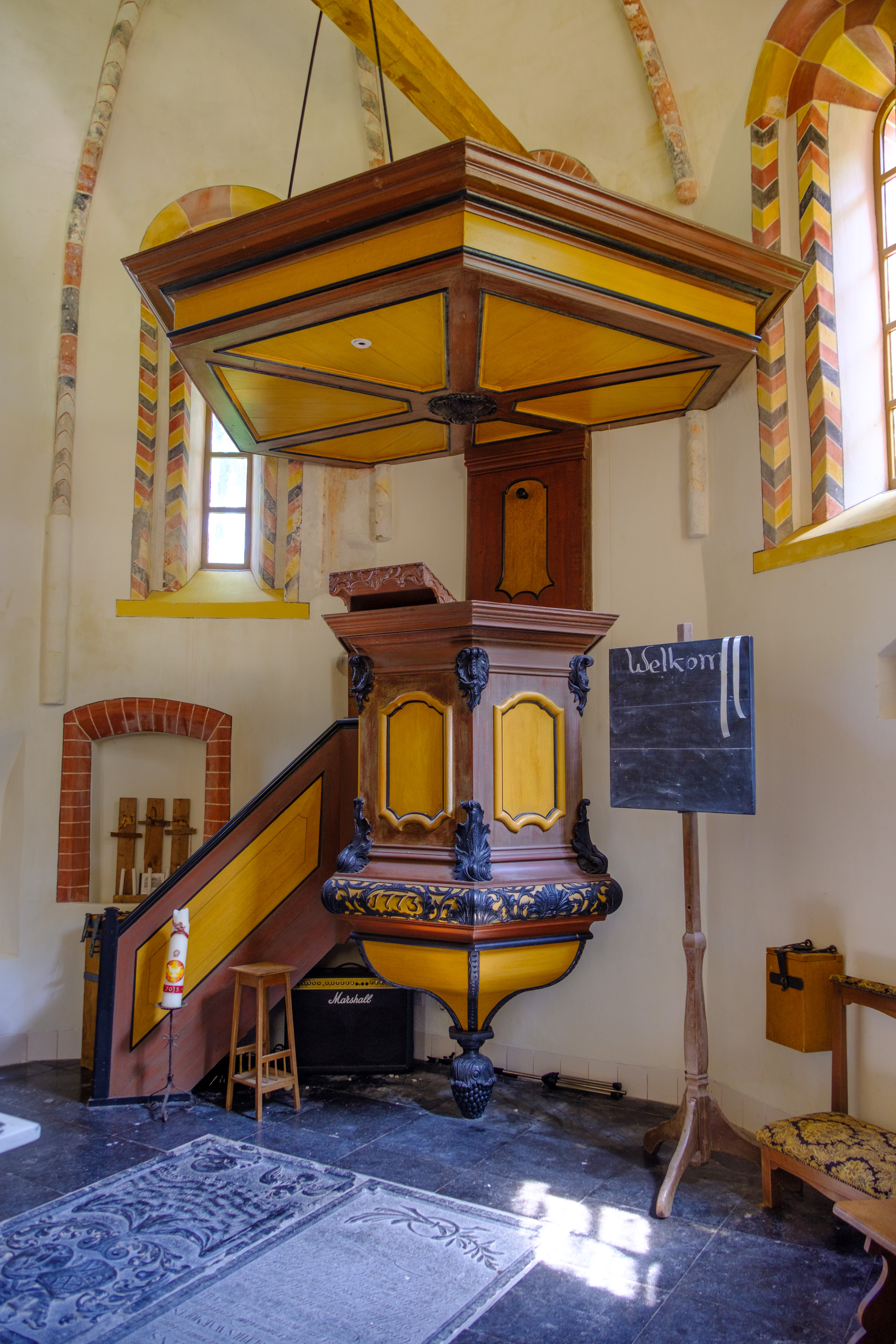
Preekstoel uit 1773
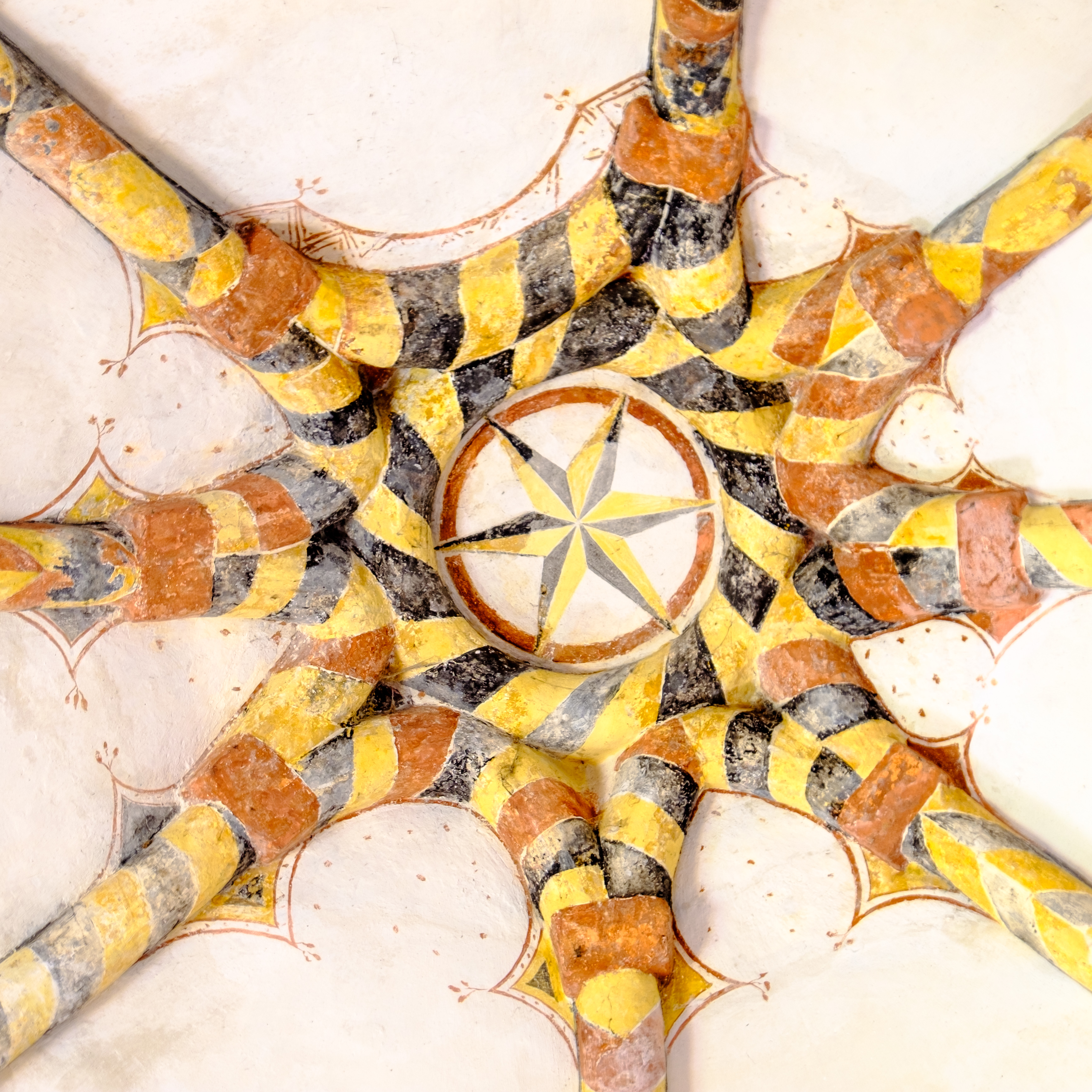
Schildering in een van de meloengewelven
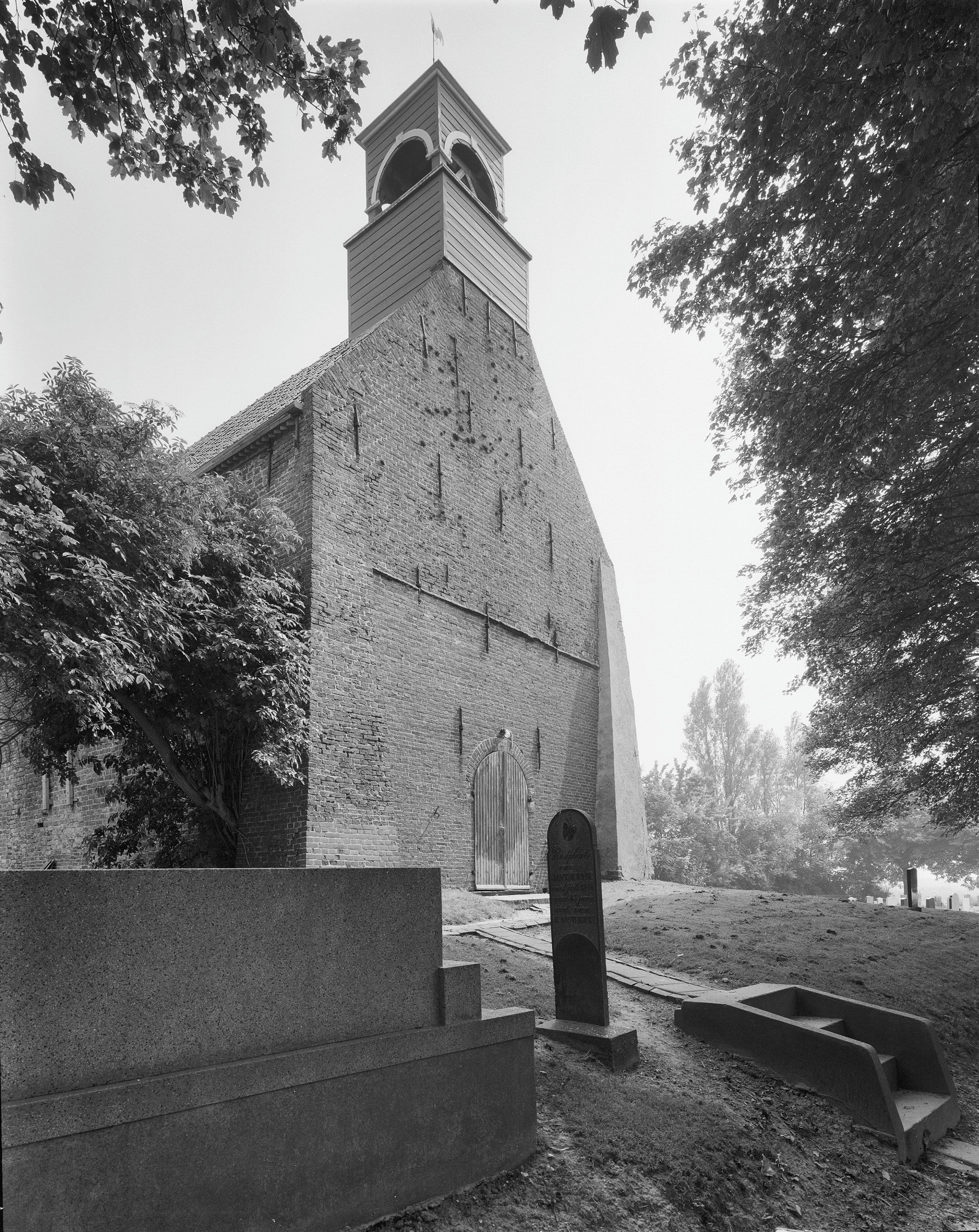
Westgevel met dakruiter
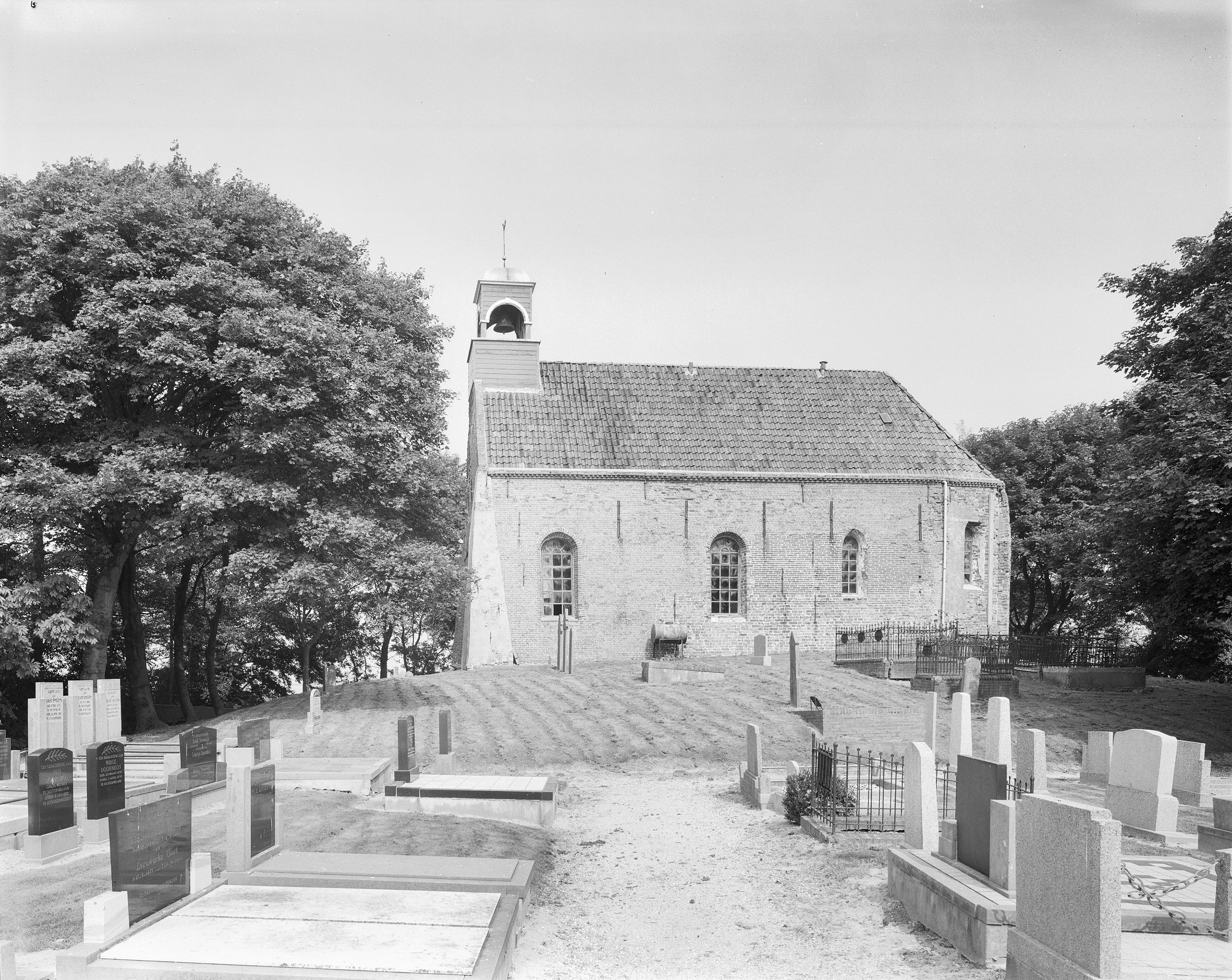
Zuidgevel